# Saurauia rubrisepala
Saurauia rubrisepala är en tvåhjärtbladig växtart som beskrevs av D.D. Soejarto. Saurauia rubrisepala ingår i släktet Saurauia och familjen Actinidiaceae. Inga underarter finns listade i Catalogue of Life.